# Quily
Quily (en bretón Killi) era una comuna francesa situada en el departamento de Morbihan, de la región de Bretaña, que el 1 de enero de 2016 pasó a ser una comuna delegada de la comuna nueva de Val-d'Oust al fusionarse con las comunas de La Chapelle-Caro y Le Roc-Saint-André.

## Demografía
| Gráfica de evolución demográfica de Quily entre 1800 y 2013 |
|                                                             |

Los datos demográficos contemplados en este gráfico de la comuna de Quily se han cogido de 1800 a 1999 de la página francesa EHESS/Cassini, y los demás datos de la página del INSEE.